# Генрих Мекленбург-Шверинский
Генрих Владимир Альбрехт Эрнст Мекленбург-Шверинский (нем. Heinrich Wladimir Albrecht Ernst zu Mecklenburg) позднее Принц Хендрик Нидерландский (нидерл. Hendrik, Prins der Nederlanden; 19 апреля 1876, Шверин — 3 июля 1934, Гаага) — супруг нидерландской королевы Вильгельмины. Правнук прусского короля Фридриха Вильгельма III, праправнук российского императора Павла I.
Представитель Мекленбургского владетельного дома. Генрих родился в 1876 году в Шверине в семье великого герцога Фридриха Франца II и Марии Шварцбург-Рудольштадтской. В 1901 году он получил титул принца Нидерландского и женился на королеве Вильгельмине. Супруга приходилась ему троюродной тётей. Их общим предком был российский император Павел I: Генрих был правнуком великой княжны Елены Павловны, герцогини Мекленбург-Шверинской, Вильгельмина — внучкой великой княжны Анны Павловны, королевы Нидерландов. Брак был несчастливым; у супругов был всего один ребёнок — дочь Юлиана, в чью пользу Вильгельмина отреклась 4 сентября 1948 года. Остальные четыре беременности королевы окончились выкидышами.
В качестве супруга королевы принц Хендрик открыл Летние Олимпийские игры 1928 года, проходившие в Амстердаме.
Принц Хендрик был 279-м кавалером большого креста ордена Башни и Меча и 1157-м Рыцарем австрийского ордена Золотого руна.